# Carlos Salinas de Gortari, Veracruz
Carlos Salinas de Gortari är en ort i Mexiko.   Den ligger i kommunen Maltrata och delstaten Veracruz, i den sydöstra delen av landet, 210 km öster om huvudstaden Mexico City. Carlos Salinas de Gortari ligger 1 901 meter över havet och antalet invånare är 314.
Terrängen runt Carlos Salinas de Gortari är kuperad norrut, men söderut är den bergig. Runt Carlos Salinas de Gortari är det ganska tätbefolkat, med 93 invånare per kvadratkilometer. Närmaste större samhälle är Orizaba, 16,5 km öster om Carlos Salinas de Gortari. I omgivningarna runt Carlos Salinas de Gortari växer huvudsakligen savannskog.